# Чибітоке
Чибітоке (кір. Cibitoke) — місто на північному заході Бурунді, адміністративний центр однойменної провінції.

## Географічне положення
Місто знаходиться в західній частині провінції, на правому березі річки Ньямагана (притока річки Рузізі), поблизу кордону з Демократичною Республікою Конго, на висоті 915 метрів над рівнем моря. Чибітоке розташоване на відстані приблизно 56 кілометрів на північний захід від Бужумбури, найбільшого міста країни.

## Населення
За даними перепису 1991 року чисельність населення міста становила 8280 осіб.
Динаміка чисельності населення міста за роками:
| 1991 | 2008   |
| ---- | ------ |
| 8280 | 23 885 |